# Néa Péramos (Kavála)
Néa Péramos, en grec moderne : Νέα Πέραμος, est un village du dème de Pangéo dans le district régional de Macédoine-Orientale-et-Thrace en Grèce. La localité est située dans la partie occidentale du golfe de Kavála.
Selon le recensement de 2011, la population du village compte 3 514 habitants.